# 루터 버거

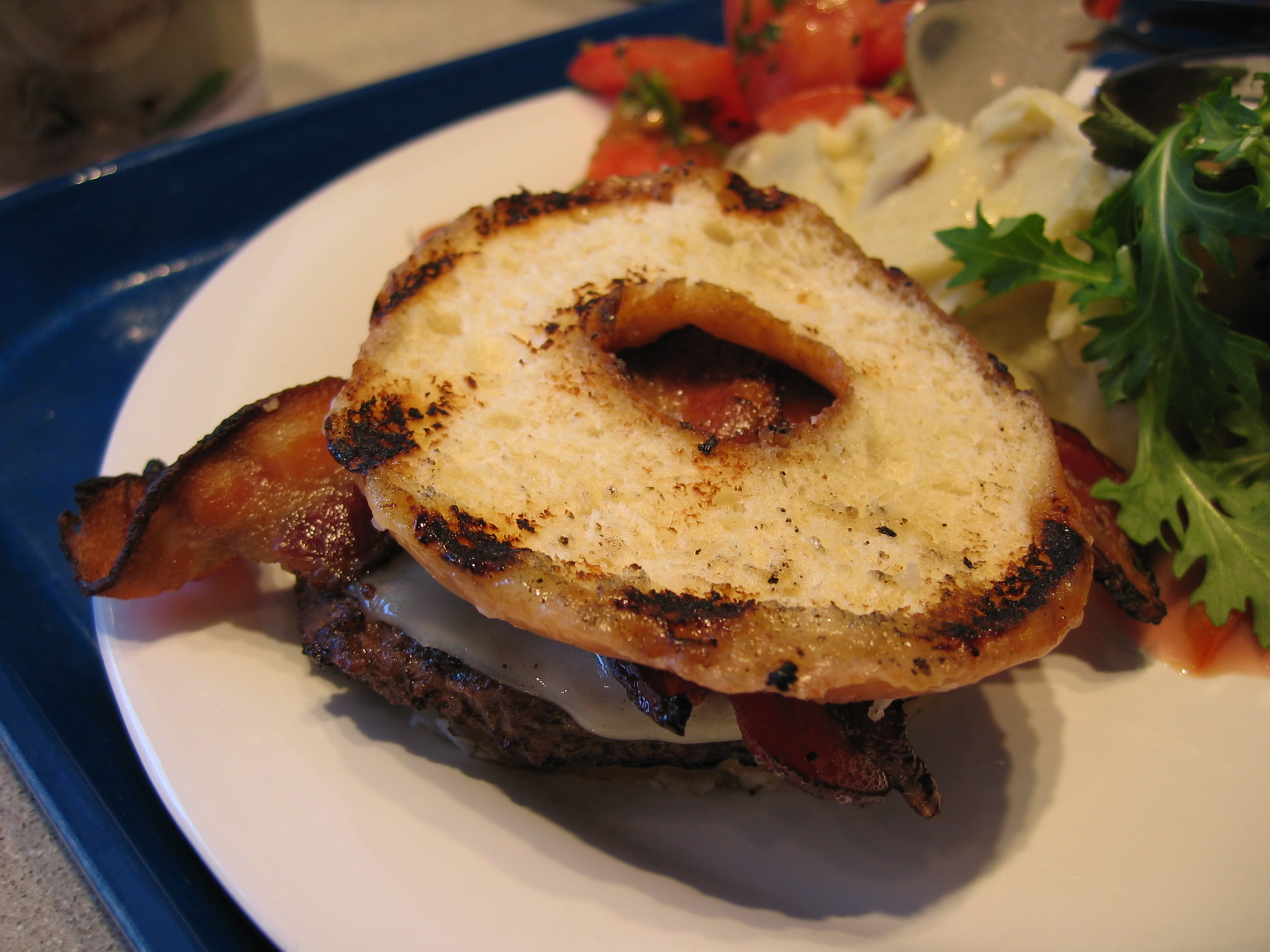

루터 버거(Luther Burger) 또는 도넛 버거(doughnut burger, 여러 가지 이름 변형 중)는 번 (빵) 대신 하나 이상의 글레이즈 도넛이 들어 있는 햄버거 또는 치즈버거이다. 이 버거는 기원에 대해 논란이 있으며 대략 800~1,500칼로리(3,300~6,300kJ) 사이인 경향이 있다.

## 기원
설에 따르면 이 버거의 이름은 가수, 작곡가, 레코드 프로듀서인 루서 밴드로스의 이름을 따서 명명되었다. 이 기원은 애니메이션 시리즈 분덕스 (애니메이션)의 2006년 1월 에피소드 "The Itis"에서 언급되며, 여기서 로버트 프리먼(Robert Freeman) 캐릭터는 이 버거를 제공하는 레스토랑을 만든다.
조지아주 디케이터 (조지아주)에 있는 교외 바인 멀리건스(Mulligan's)에서는 햄도그 외에 루터 버거도 판매한다. 데일리 텔레그래프는 주인이 번 (빵)이 떨어졌을 때 도넛으로 대체한 멀리건스가 버거의 시조일 수 있다고 보도했다.